# Cianoacrilat
El nom  cianoacrilat  s'utilitza per designar un conjunt de substàncies usades com a adhesius d'enduriment ràpid, de manera que se les coneix també com a superpegaments. S'empren per a reparacions domèstiques i en la indústria. Els dos tipus de cianoacrilats usats actualment es distingeixen per posseir un èster de metil o d'etil al monòmer.
El cianocrilat més comú és un tipus de resina epoxídica que s'utilitza habitualment com a material adhesiu d'alta potència, de tipus monocomponent. El material se solidifica als pocs segons d'aplicar-ho mitjançant l'aigua, per exemple, provinent de la humitat ambient. Es comercialitza sota nombrosos noms comercials. Un d'ells és superglue™, que pertany a l'empresa Loctite, que al seu torn és una filial de Henkel.

## Característiques
El cianoacrilat és un adhesiu monocomponent. S'endureix en pocs segons mitjançant aigua, que pot provenir de la humitat ambient. No obstant això, un excés d'aigua (a causa d'una alta humitat, ambiental o en la superfícies de les peces) pot espatllar la unió.
Alguns derivats aprovats per usar en medicina s'utilitzen àmpliament com adhesius tissulars en reemplaçament de la sutura quirúrgica per tancament de ferides, com segelladors i hemostàtics, encara que s'ha de tenir cura en l'aplicació per no generar adhesió en llocs indesitjats. En cirurgia estètica continua emprant-se perquè no deixa cicatrius, obtenint resultats cosmètics molt acceptables.

## Reacció d'enduriment
El monòmer del cianoacrilat és essencialment, Metil Cianoacrilat o un Alquil Cianoacrilat:

Estructura química de Metil Cianoacrilat

La reacció química que es produeix durant l'enduriment produeix el següent polímer

Polimerització de Metil Cianoacrilat

## Usos
El cianoacrilat s'utilitza en electrònica, en usos domèstics i en medicina. En els usos domèstics es pot emprar per enganxar metall amb vidre, alguns plàstics, porcellana i ceràmica. Aquests materiales es poden adherir els uns amb els altres o entre ells.

## Precaució
S'ha d'utilitzar amb molt de compte, ja que s'adhereix a la pell instantàniament. En cas que això passi, s'ha d'utilitzar acetona per desenganxar-ne a poc a poc la part afectada.